# Oreohelix
Oreohelix é um género de gastrópode  da família Oreohelicidae.
Este género contém as seguintes espécies:
- Oreohelix carinifera Pilsbry, 1912
- Oreohelix haydeni
  - Oreohelix haydeni hybrida (Hemphill, 1890)
- Oreohelix nevadensis (Berry, 1932)
- Oreohelix peripherica (Ancey. 1881)
  - Oreohelix peripherica peripherica (Ancey, 1881)
  - Oreohelix peripherica wasatchensis (Binney, 1886)
- Oreohelix jugalis (Hemphill, 1890)
- Oreohelix strigosa (Gould, 1846)
- Oreohelix subrudis (Reeve, 1854)
- Oreohelix vortex S.S. Berry, 1932
- Oreohelix waltoni Solem, 1975